# 蝙蝠俠 (電視劇)
《蝙蝠俠》（英語：Batman）是一部美國電視劇，改編自DC漫畫的同名角色。由亞當·韋斯特飾演布魯斯·韋恩／蝙蝠俠，伯特·沃德飾演迪克·格雷森／羅賓，兩人在劇中會以超級英雄的身份打擊犯罪，以捍衛高譚市免遭各種敵人的侵擾。該劇以坎普风、歡樂的主題曲，以及其刻意的幽默、簡化的道德規範（針對其青少年受眾）而聞名；這包括強調繫上安全帶、做作業、吃蔬菜和喝牛奶的重要性。執行製片人威廉·多齊爾將其描述為唯一沒有罐頭笑聲的情境喜劇。於1966年1月12日到1968年3月14日期間，《蝙蝠俠》在ABC頻道上播出了三季，前兩季每週兩集，第三季每週一集。2016年，電視評論家艾倫·塞賓沃爾和麥特·佐勒·塞茲將《蝙蝠俠》列為史上第82大的美國電視節目。

## 演員
- 亞當·韋斯特 飾 布魯斯·韋恩／蝙蝠俠（香港配音：黃志成）
- 伯特·沃德 飾 迪克·格雷森／羅賓（香港配音：陳曙光）
- 艾倫·奈皮爾（英语：Alan Napier） 飾 阿福
- 尼爾·漢密爾頓（英语：Neil Hamilton (actor)） 飾 高登局長
- 斯塔福德·瑞普（英语：Stafford Repp） 飾 麥爾斯·歐哈拉警監（Chief Miles O'Hara）
- 瑪奇·布雷克（英语：Madge Blake） 飾 哈莉特·庫柏（Harriet Cooper）
- 伊馮娜·克雷格（英语：Yvonne Craig） 飾 芭芭拉·高登／蝙蝠女孩
- 威廉·多齊爾（英语：William Dozier） 飾 旁白（未掛名）

## 集數
該劇歷時三個季度，共120集：
- 第1季共34集，於1966年1月12日至1966年5月5日播出
- 第2季共60集，於1966年9月7日至1967年3月30日播出
- 第3季共26集，於1967年9月14日至1968年3月14日播出

## 外部連結
- 互联网电影数据库（IMDb）上《Batman》的资料（英文）
- "Batman" at the Museum of Broadcast Communications
- "Jean Boone – Interview with Cast of Batman, The Movie (1966)" from the Texas Archive of the Moving Image